# Kenia en los Juegos Olímpicos de Salt Lake City 2002
Kenia estuvo representada en los Juegos Olímpicos de Salt Lake City 2002 por un deportista que compitió en esquí de fondo.  
El portador de la bandera en la ceremonia de apertura fue el esquiador de fondo Philip Boit. El equipo olímpico keniano no obtuvo ninguna medalla en estos Juegos.